# Armasische Schrift

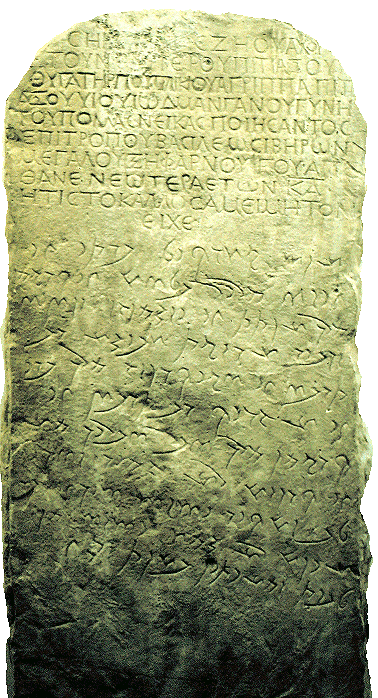
Armasische Bilingue. Der untere aramäische Text ist mit der Armasischen Schrift geschrieben.

Die armasische Schrift (georgisch არმაზული დამწერლობა) ist eine Variante der aramäischen Schrift, die im antiken georgischen Staat Iberien neben dem griechischen und vermutlich auch georgischen Alphabet im ersten Jahrhundert nach Christi Geburt verwendet wurde. Mit der armasischen Schrift wurde die bekannte Armasische Bilingue geschrieben. Außerdem wurden in Mzcheta im 20. Jahrhundert durch archäologische Grabungen mehrere Beispiele dieser Schrift gefunden.
Mit der Forschung wurde Anfang des 20. Jahrhunderts begonnen. Im Jahr 1941 konnte die armasische Schrift vom Professor Giorgi Zereteli entziffert werden. Er stellte fest, dass die armasische Schrift aus dem Aramäischen entwickelt wurde, die im nordöstlichen Teil Mesopotamiens im Hellenismus verbreitet war. 
Eng verwandt ist die Schrift mit der avestischen Schrift. Von einigen Wissenschaftlern wird die Meinung vertreten, dass die Herkunft des georgischen Alphabets mit der armasischen – und damit der aramäischen Schrift – verbunden ist.